# Корепанов, Виталий Степанович
Виталий Степанович Корепанов — советский, российский врач-терапевт. Народный врач СССР (1980).

## Биография
Родился 28 июня 1928 года в селе Вожкыр (ныне Балезинского района Удмуртии), в большой крестьянской семье.
После окончания школы, в 1946 году поступил в Ижевский медицинский институт. После окончания института остался в ординатуре на кафедре факультетской терапии. На третьем году ординатуры уже сам обучал студентов, а также стал преподавать на краткосрочных курсах медицинских сестер при обществе «Красный крест».
В 1954 году переехал в Можгу и стал работать участковым врачом. В 1958 году был назначен заведующим терапевтического отделения. На этой должности проработал 28 лет.
За время работы внедрил новые методы исследования анализов, приобретал новое оборудование в отделение. Сам же освоил пункцию плевральной полости, пункцию лимфатических узлов, печени, селезенки, легких и этим методам он обучал своих врачей, а также студентов – медиков, проходивших практику в отделении. Первым в Удмуртии, после клиники госпитальной терапии ввел в практику дефибрилляцию сердца. Была у него своя методика лечения инфаркта-миокарда — краткосрочная антикоугументная терапия, в результате которой растворялись сгустки крови в сердце. Смертность в отделении была ниже республиканской (по Удмуртии — 20-28, а у Корепанова — 8-12).
Постоянно повышал свой профессиональный уровень, обучаясь на курсах и участвуя в научных конференциях. С появлением новых лекарств, стали появляться различные осложнения от них, поэтому учился на курсах клинической фармакологии.
45 лет проработал практикующим врачом-терапевтом.
Умер 23 июня 2015 года.

## Звания и награды
- Заслуженный врач Удмуртской АССР (1963)
- Народный врач СССР (1980)
- Орден Трудового Красного Знамени